# 直陈条件
直陈条件是对普通英语（或类似的自然语言）中形如“如果A那么B”的陈述给出的逻辑运算。不像实质条件，直陈条件没有规定的定义。关于这种运算的哲学文献是广泛的，但没有达成明确的一致意见。

## 在实质条件和直陈条件之间的差别
实质条件不能总是按同日常的“如果-那么”推理一致的方式来运作。所以使用实质条件来表达“如果-那么”陈述是有缺陷的。
一个问题是实质条件允许蕴涵为真，即使是在前件和后件之间没有逻辑联系的时候。例如，一边是天空是蓝色的，另一边是3是素数。蕴涵的标准定义允许我们得出结论：“因为天空是蓝色的，所以3是素数”。它的同义语是：“天空是蓝色的使得3是素数”。很多人在直觉上认为这是错的，因为天空的颜色和数字三根本没有任何关系。逻辑学家已经通过开发可做作为替代的逻辑比如相干逻辑，来尝试解决这个问题。
有一个有关的问题，参见空虚真理。
另一个问题是实质条件被不是意图处理在“如果-那么”推理中常见的反事实和其他情况。这促使人们开发了模态逻辑。
进一步的问题是实质条件使得P AND ¬P → Q，而不管Q意味着什么。就是说，矛盾蕴涵了所有的事物都绝对是真的。关心这个问题的逻辑学家开发了次协调逻辑。